# گوگل (مینودشت)
گؤک‌گؤل (ترکی قزلباش: Gök Göl) روستایی از توابع بخش مرکزی شهرستان مینودشت در استان گلستان ایران است.

## جمعیت
این روستا در دهستان چهل‌چای قرار داشته و بر اساس سرشماری سال ۱۳۸۵ جمعیت آن ۱۱۷۹۰ نفر (۴۵۷ خانوار) بوده‌است.